# 胡桂
胡桂（？—1812年）字小山，中國清朝官員，本籍中國山東膠州。1812年，監生出身的胡桂前往台灣擔任台灣府噶瑪蘭廳頭圍縣丞，是該廳開設之後的首任縣丞。同年，他因為染上瘴疾，卒於任。
| 前任： 無（首任） | 台灣府噶瑪蘭廳頭圍縣丞 1812年上任 | 繼任： 周翰 |